# Hợp Thịnh
Hợp Thịnh is een xã in het district Hiệp Hoà, een van de districten in de Vietnamese provincie Bắc Giang. De provincie Bắc Giang ligt in het noordoosten van Vietnam, wat ook wel Vùng Đông Bắc wordt genoemd.
Thị trấn: Thắng

Xã: Bắc Lý · Châu Minh · Đại Thành · Danh Thắng · Đoan Bái · Đông Lỗ · Đồng Tân · Đức Thắng · Hòa Sơn · Hoàng An · Hoàng Lương · Hoàng Thanh · Hoàng Vân · Hợp Thịnh · Hùng Sơn · Hương Lâm · Lương Phong · Mai Đình · Mai Trung · Ngọc Sơn · Quang Minh · Thái Sơn · Thanh Vân · Thường Thắng · Xuân Cẩm